# 사이트맵
사이트맵(sitemap) 또는 사이트 맵(site map)은 도메인 내의 웹사이트의 페이지 목록이다.
사이트 맵에는 3가지 주요 유형이 존재한다:
- 디자이너에 의해 웹 사이트가 계획되는 동안 사용되는 사이트 맵
- 사이트 페이지의 (일반적으로) 계층적인, 인간이 볼 수 있는 나열 항목
- 검색 엔진 등 웹 크롤러를 위해 고안되고 구조화된 나열 항목

## 사이트 맵의 유형

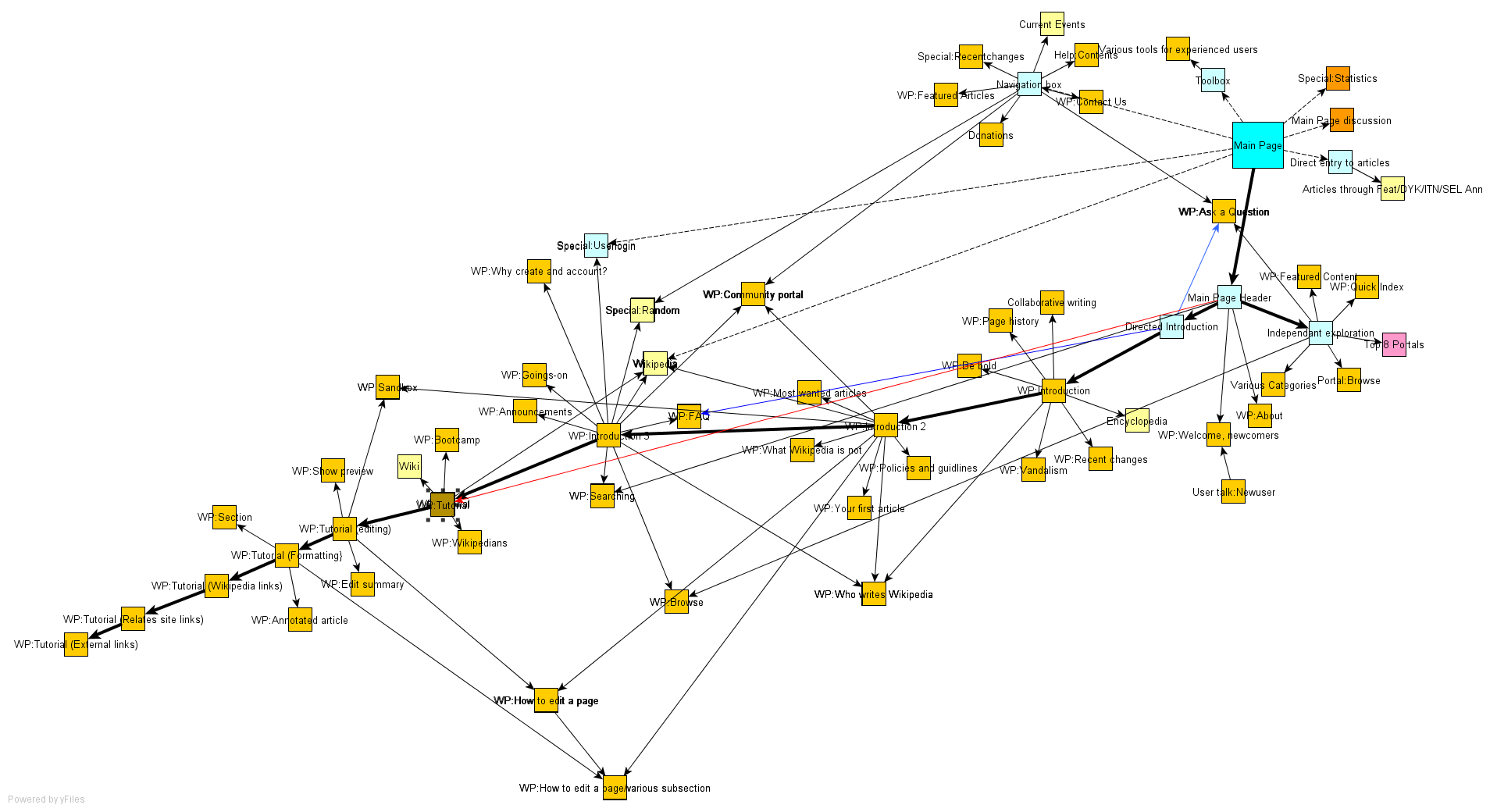
영어 위키백과의 대문 페이지의 가리키는 글의 사이트 맵

사이트맵은 사용자나 소프트웨어를 통해 접근이 가능하다. 수많은 사이트들은 체계적인 뷰, 일반적으로 사이트의 계층적인 뷰를 표출하기 위해 사용자가 볼 수 있는 사이트맵을 보유하고 있다. 방문자가 특정 문서를 찾는데 도움을 주고 웹 크롤러에 의해 사용될 수도 있다.
검색 엔진과 기타 크롤러가 사용하는 경우 사이트 내 문서를 나열하는 XML 사이트맵이라는 구조화된 포맷이 있어서 상대적 중요도와 업데이트 주기를 알 수 있다. 이는 robots.txt 파일로부터 지시되며 보통 sitemap.xml이라는 이름을 가진다.
한 번에 사이트 개요 내용을 볼 수 있도록 둘러보기 도움을 제공하는 역할을 하기도 한다.

## XML 사이트맵

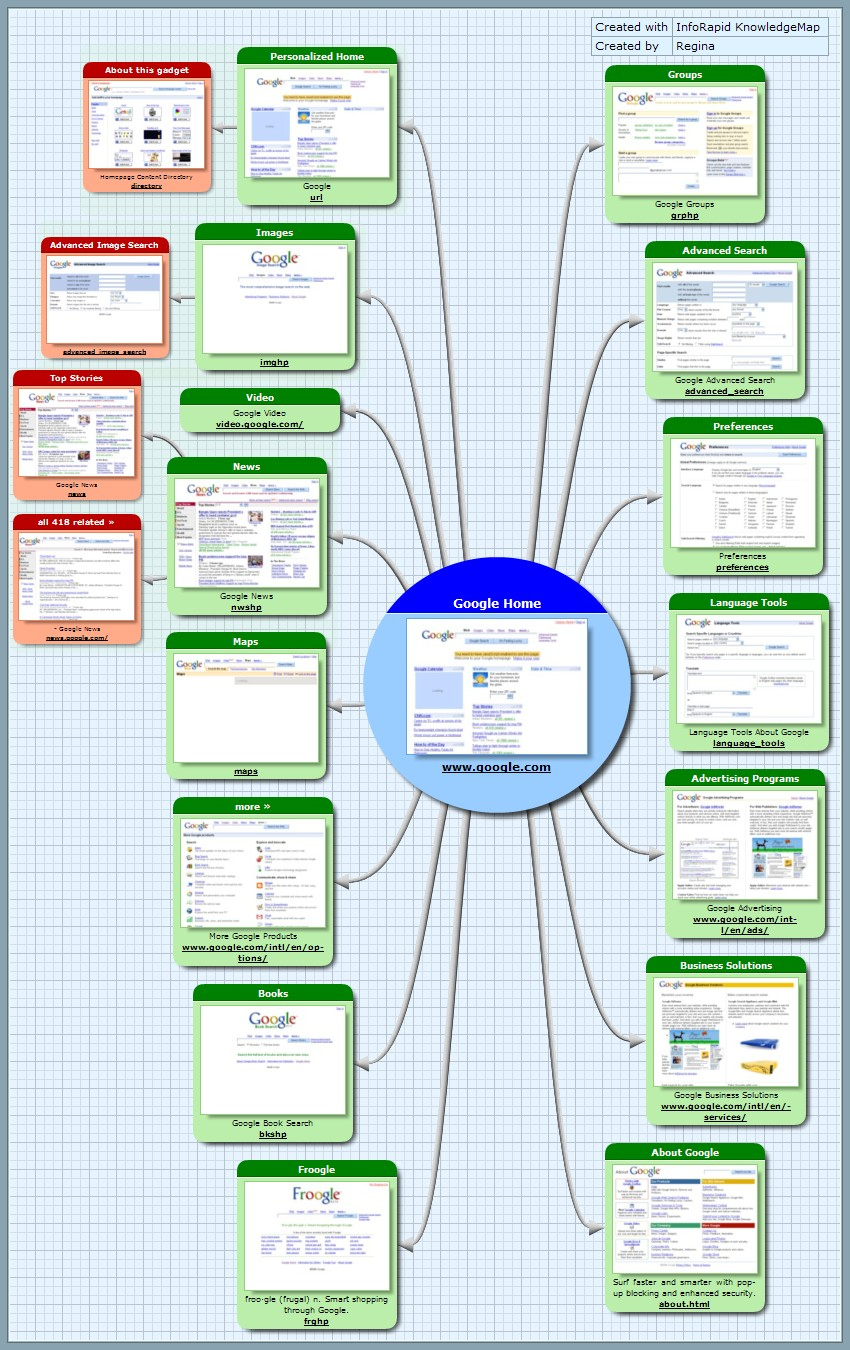
구글의 사이트맵

구글은 사이트맵스 프로토콜을 도입함으로써 웹 개발자들은 자신들의 사이트의 링크 목록을 게시할 수 있다.

### 예시
```
<?xml version="1.0" encoding="UTF-8"?>

<urlset
 
xmlns=
"http://www.sitemaps.org/schemas/sitemap/0.9"
>

  
<url>

    
<loc>
http://www.example.net/?id=who
</loc>

    
<lastmod>
2009-09-22
</lastmod>

    
<changefreq>
monthly
</changefreq>

    
<priority>
0.8
</priority>

  
</url>

  
<url>

    
<loc>
http://www.example.net/?id=what
</loc>

    
<lastmod>
2009-09-22
</lastmod>

    
<changefreq>
monthly
</changefreq>

    
<priority>
0.5
</priority>

  
</url>

  
<url>

    
<loc>
http://www.example.net/?id=how
</loc>

    
<lastmod>
2009-09-22
</lastmod>

    
<changefreq>
monthly
</changefreq>

    
<priority>
0.5
</priority>

  
</url>

</urlset>

```

## 같이 보기
- XML
- 홈페이지
- 검색 엔진 최적화